# Constitution de Maurice
Lire en ligne

Consulter

La Constitution de la république de Maurice est la loi fondamentale de Maurice.

## Compléments